# 30 juin 1943
Le mercredi 30 juin 1943 est le 181e jour de l'année 1943.

## Naissances
- Ahmed Sofa (mort le 28 juillet 2001), écrivain et penseur bangladais
- Bernard Kessedjian (mort le 19 décembre 2007), diplomate français
- Daniel Kablan Duncan, homme politique ivoirien
- Dieter Kottysch (mort le 9 avril 2017), boxeur allemand
- Florence Ballard (morte le 22 février 1976), chanteuse américaine
- Jean-Paul Haton, chercheur et universitaire français
- Mamadi Camara, diplomate et ministre de Guinée
- Moshe Aryeh Bamberger (mort le 18 février 2014), rabbin français
- Saeed Akhtar Mirza, réalisateur indien

## Décès
- Carlo Wieth (né le 11 décembre 1885), acteur danois
- Donald Unger (né le 18 mars 1894), joueur de hockey sur glace suisse

## Événements
- à Varsovie, le général Stefan Grot-Rowecki, chef de l’Armée intérieure AK, est arrêté par les Allemands et envoyé au camp de Sachsenhausen, sur ordre de Himmler, via le siège de la Gestapo de Berlin, où il a refusé la coopération des Polonais avec les Allemands contre l’Armée rouge.